# Aeroméxico
Aeroméxico ist die größte mexikanische Fluggesellschaft mit Sitz in Mexiko-Stadt und Basis auf dem dortigen Internationalen Flughafen Benito Juárez. Sie ist Mitglied der Luftfahrtallianz SkyTeam.

## Geschichte

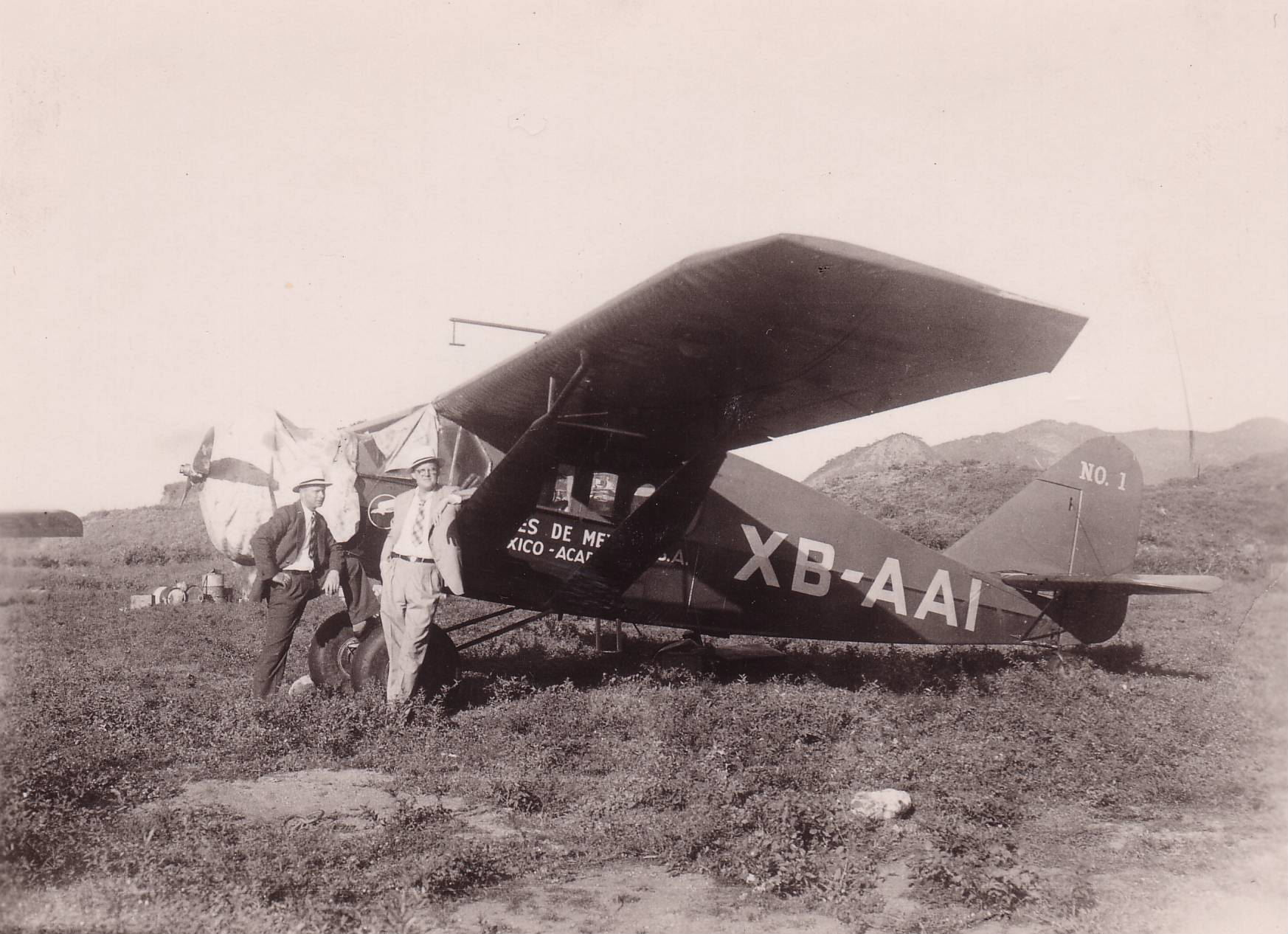
Eine Bellanca der Aeroméxico ca. 1935

Aeroméxico wurde am 1. September 1934 unter dem Namen Aeronaves de México gegründet. Der erste Linienflug führte von Mexiko-Stadt nach Acapulco.
Von 1952 bis 1962 kaufte Aeronaves de México die Konkurrenten Aerovías Reforma S.A., Aerolíneas Mexicanas S.A. und schließlich auch Guest Aerovias México, die von London aus Transatlantikflüge absolvierte, auf. Im Juli 1959 wurde Aeronaves de México von der mexikanischen Regierung und einer panamerikanischen Dachgesellschaft verstaatlicht. Der erste internationale Flug wurde von Mexiko-Stadt nach New York City mit einer Britannia 302 durchgeführt. Später wurde auf dieser Route eine Douglas DC-8 eingesetzt.
Im Februar 1972 wurde Aeronaves de México zu Aeroméxico umfirmiert. Ebenfalls im Februar 1972 wurde das Inlandflugsystem verstaatlicht. Es bestand aus acht kleineren Unternehmen, wobei Aeronaves de México die Führung innehatte.
Seit 1994 besteht ein Codeshare-Abkommen mit der amerikanischen Fluggesellschaft Delta Air Lines. Im Juni 2012 kaufte Delta 4,2 % von Aeroméxico und stockte diesen Anteil im März 2017 für 620 Millionen US-Dollar auf 36,2 % auf. Es besteht eine Option diesen Anteil später auf 49 % zu erhöhen. In der zweiten Jahreshälfte von 2017 sollte die Kooperation zwischen den beiden Gesellschaften vertieft werden.
Wie die anderen beiden großen Fluggesellschaften Mexikos, Interjet und Volaris, flog Aeroméxico im Jahr 2019 seit mehreren Jahren Verluste ein.
Im Zusammenhang mit der COVID-19-Pandemie meldete Aeroméxico am 30. Juni 2020 freiwillig Insolvenz nach Chapter 11 in den USA an.

## Flugziele
Aeroméxico fliegt neben Zielen innerhalb Mexikos auch Ziele in Asien, Europa, Nordamerika, der Karibik, Südamerika und Zentralamerika an.

### Codesharing
Aeroméxico verfügt über Codeshare-Abkommen mit Aerolíneas Argentinas, Air Europa, Air France, CSA Czech Airlines, EL AL, Gol Linhas Aéreas, Garuda Indonesia, Japan Airlines, Korean Air, KLM Royal Dutch Airlines, der LATAM Airlines Group, Virgin Atlantic Airways und Westjet Airlines.

## Flotte

### Aktuelle Flotte

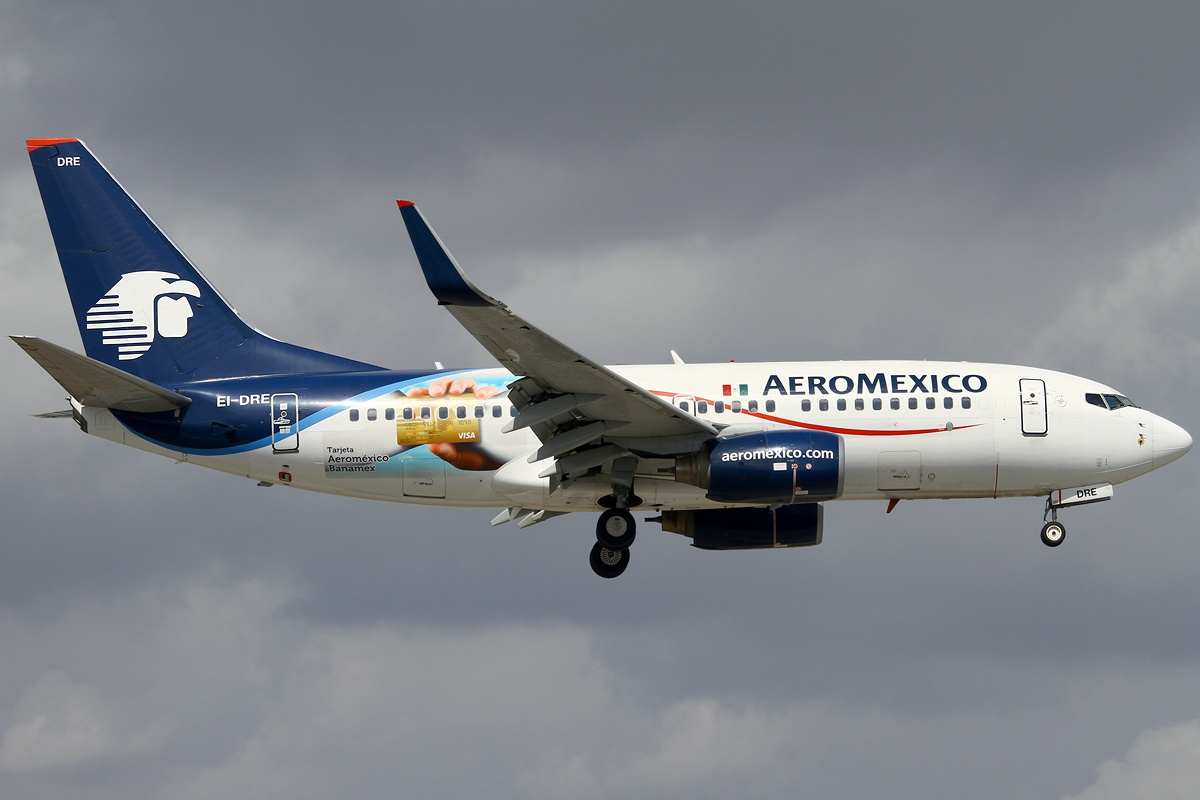
Eine Boeing 737-700 der Aeroméxico

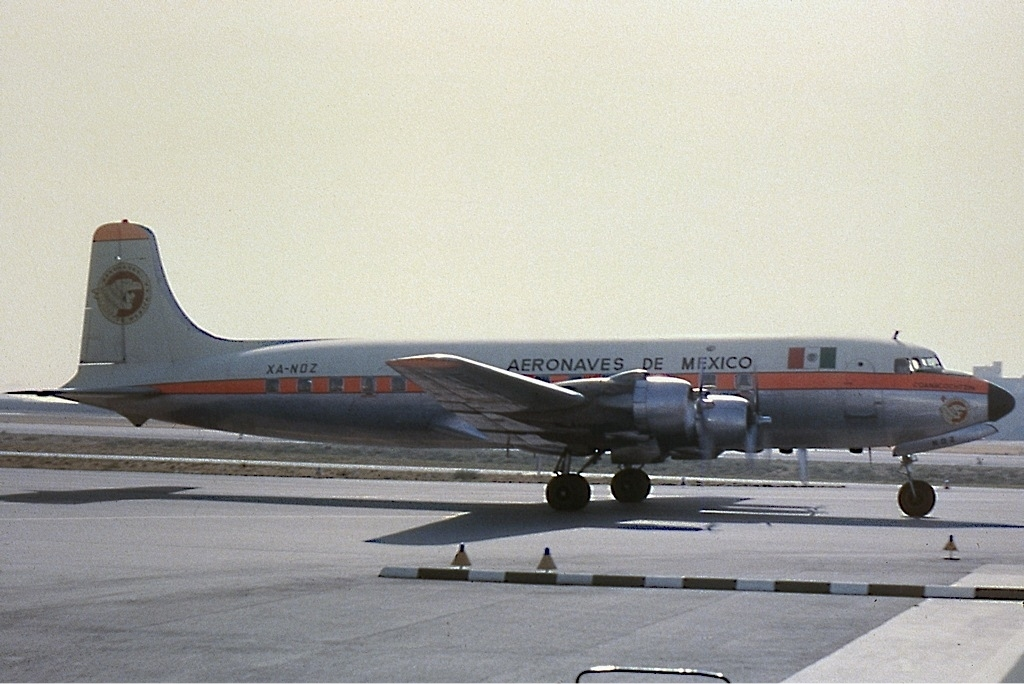
Eine Douglas DC-6 der Aeronaves de México

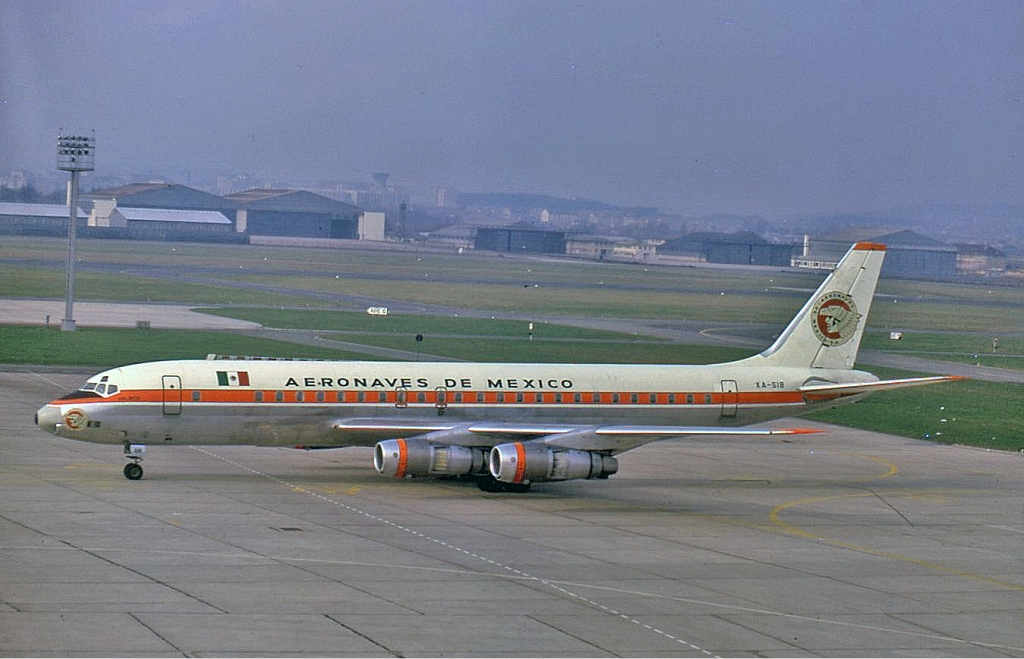
Eine Douglas DC-8-51 der Aeronaves de México

Mit Stand Mai 2025 besteht die Flotte der Aeroméxico aus 123 Flugzeugen mit einem Durchschnittsalter von 7,0 Jahren:
| Flugzeugtyp      | Anzahl | bestellt | Anmerkungen               | Sitzplätze (Business/Economy Plus/Economy) | Durchschnittsalter |
| ---------------- | ------ | -------- | ------------------------- | ------------------------------------------ | ------------------ |
| Boeing 737-800   | 034    |          | mit Winglets ausgestattet | 160 (16/18/126) 186 (—/18/168)             | 12,7 Jahre         |
| Boeing 737 MAX 8 | 042    | 03       |                           | 166 (16/18/132)                            | 4,5 Jahre          |
| Boeing 737 MAX 9 | 025    | 04       |                           | 181 (16/-/165)                             | 2,7 Jahre          |
| Boeing 787-8     | 08     |          |                           | 243 (32/27/184)                            | 10,7 Jahre         |
| Boeing 787-9     | 014    | 02       |                           | 274 (36/27/211)                            | 6,4 Jahre          |
| Summe            | 123    | 09       |                           |                                            | 7,0 Jahre          |

Aeromar setzt des Weiteren zwei ATR 72-600 als AeroMéxico Express ein. Diese werden auf der innermexikanischen Strecke Monterrey – Tampico – Veracruz – Villahermosa – Mérida genutzt.

### Aktuelle Sonderbemalungen
| Flugzeugtyp      | Luftfahrzeugkennzeichen | Bemalung       | Zeitraum            | Bild |
| ---------------- | ----------------------- | -------------- | ------------------- | --- |
| Boeing 737 MAX 8 | XA-MAQ                  | „Pride“        | seit Juni 2021      | |
| Boeing 737 MAX 9 | XA-GQS                  | „Kukulcán“     | seit September 2024 | Bild gesucht Die Wikipedia wünscht sich an dieser Stelle ein Bild. Falls du dabei helfen möchtest, erklärt die Anleitung , wie das geht. |
| Boeing 787-9     | XA-ADL                  | „Quetzalcoatl“ | seit Oktober 2016   | |

### Zuvor eingesetzte Flugzeuge
In der Vergangenheit betrieben Aeronaves de México und Aeroméxico auch Flugzeuge der folgenden Typen:
| - Avro Anson - Beechcraft Model 17 Staggerwing - Boeing 247 - Boeing 737-700 - Boeing 757-200 - Boeing 767-200 und Boeing 767-300 - Boeing 777-200ER - Bristol Britannia 302 - Convair CV-340 - De Havilland Canada DHC-6 Twin Otter - Douglas DC-2 (C-39) - Douglas DC-3 - Douglas DC-4 | - Douglas DC-6 - Douglas DC-8-21 - Douglas DC-8-51 - Fairchild F-27 - Lockheed L-049 Constellation - Lockheed L-749A Constellation - Douglas DC-9-82 - Douglas DC-9-83 - Douglas DC-9-87 - McDonnell Douglas MD-88 - McDonnell Douglas DC-10 |

## Zwischenfälle
Die Gesellschaft verzeichnete in ihrer Geschichte 16 Zwischenfälle mit Totalverlust eines Flugzeugs, darunter 10 mit insgesamt 236 Todesfällen:
- Am 25. März 1954 verunglückte eine Douglas DC-3/C-53-DO der Aeronaves de México Luftfahrzeugkennzeichen XA-GUN) auf dem Flug von Mazatlán zum Flughafen Monterrey-Del Norte. Während die Piloten auf die Landeerlaubnis warteten, flogen sie die Maschine 16 Kilometer nördlich von Monterrey gegen den Berg Friars Peak. Durch diesen CFIT (Controlled flight into terrain) wurden alle 18 Insassen getötet, drei Besatzungsmitgliedern und 15 Passagiere.[15]

- Am 2. Juni 1958 wurde eine Lockheed L-749A Constellation der Aeronaves de México (XA-MEV) kurz nach dem Start vom Flughafen Guadalajara (Mexiko) gegen einen Berg geflogen. Bei diesem CFIT (Controlled flight into terrain) wurden alle 45 Insassen getötet, 7 Besatzungsmitglieder und 38 Passagiere.[16]

- Am 19. Januar 1961 verunglückte eine Douglas DC-8-21 der Aeronaves de México (XA-XAX) mit 97 Passagieren und neun Besatzungsmitgliedern an Bord, als der Start vom Flughafen Idlewild (dem heutigen Flughafen John F. Kennedy International) abgebrochen wurde. Der Zwischenfall wurde durch den dritten, nichtfliegenden Piloten verursacht, der ohne Absprache die Schubhebel betätigt und damit die Leistung der vier Triebwerke reduziert hatte. Bei dem Unfall starben vier Besatzungsmitglieder. Zum Zeitpunkt des Zwischenfalls herrschte schlechtes Wetter und die Startbahn war schneebedeckt (siehe auch Aeronaves-de-México-Flug 401).[17]

- Am 9. Juli 1965 ließ sich bei einer Bristol Britannia 302 der Aeronaves de México (XA-MEC) im Anflug auf den Flughafen Tijuana (Mexiko) das Hauptfahrwerk nicht in der ausgefahrenen Position verriegeln. Alle 82 Insassen, 9 Besatzungsmitglieder und 73 Passagiere, überlebten die Notlandung unverletzt. Am Flugzeug entstand Totalschaden.[18]

- Am 12. Juni 1967 fiel an einer Douglas DC-3A-197D der Aeronaves de México (XA-FUW) nach dem Start vom Flughafen La Paz (Baja California Sur) (Mexiko) ein Triebwerk aus. Beim Versuch der Rückkehr stürzte das Flugzeug in ein Wohngebiet. Dabei kamen alle 3 Besatzungsmitglieder sowie 2 Personen am Boden ums Leben. Alle 24 Passagiere überlebten den Unfall.[19]

- Am 20. Juni 1973 verunglückte eine Douglas DC-9-15 (XA-SOC) mit 22 Passagieren und fünf Besatzungsmitgliedern an Bord von Houston und Monterrey kommend beim Landeanflug auf den Flughafen von Puerto Vallarta. Es gab keine Überlebenden (siehe auch Aeroméxico-Flug 229).[20]

- Am 2. September 1976 verunglückte eine Douglas DC-9-15 (XA-SOF) mit 24 Personen an Bord bei der Landung am Flughafen Del Bajío. Das Flugzeug schoss über die Landebahn hinaus. Es gab keine Personenschäden, das Flugzeug musste abgeschrieben werden.[21]

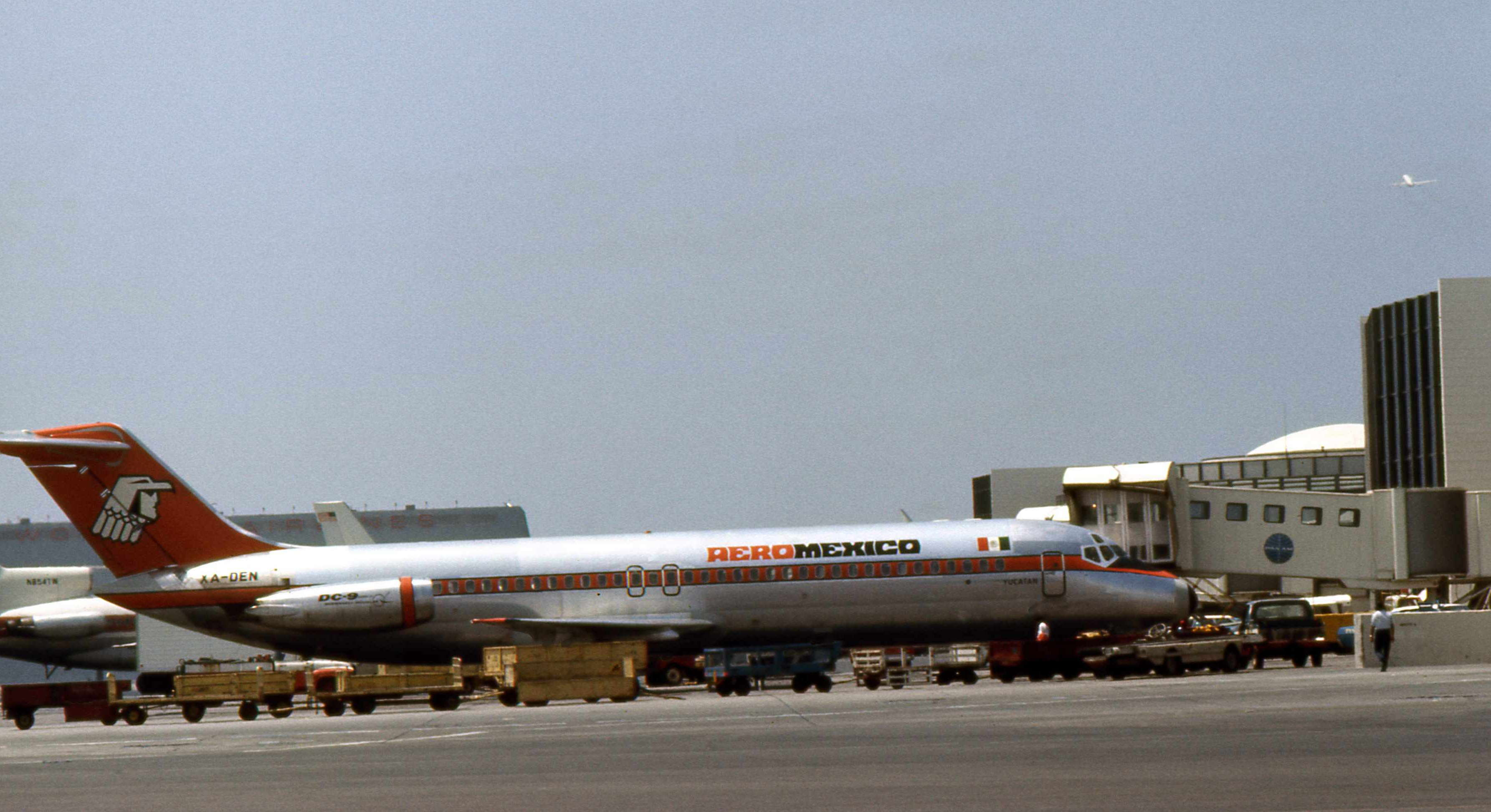
Die am 27. Juli 1981 verunglückte Douglas DC-9-32 mit dem Kennzeichen XA-DEN

- Am 27. Juli 1981 verunglückte eine Douglas DC-9-32 (XA-DEN) bei der Landung am Flughafen Chihuahua mit 60 Passagieren und 6 Besatzungsmitgliedern an Bord. Das Flugzeug setzte rund 150 m rechts von und rund 60 m nach der Landeschwelle auf, schnellte in die Luft zurück und schlug anschließend auf den Boden auf. Dabei zerbrach der Rumpf und das Flugzeug fing Feuer. Achtundzwanzig Passagiere und zwei Besatzungsmitglieder kamen ums Leben. Zum Zeitpunkt des Unfalls gab es starke Böen und Schauer (siehe auch Aeroméxico-Flug 230).[22]

- Am 8. November 1981 kam es bei einer Douglas DC-9-32 (XA-DEO) mit 12 Passagieren und 6 Besatzungsmitgliedern an Bord 35 Minuten nach dem Start vom Flughafen Acapulco zu einem Druckabfall im Flugzeug. Die Piloten versuchten, für eine Notlandung nach Acapulco zurückzukehren. Dabei kollidierte das Flugzeug mit einem Berg, es gab keine Überlebenden (siehe auch Aeroméxico-Flug 110).[23]

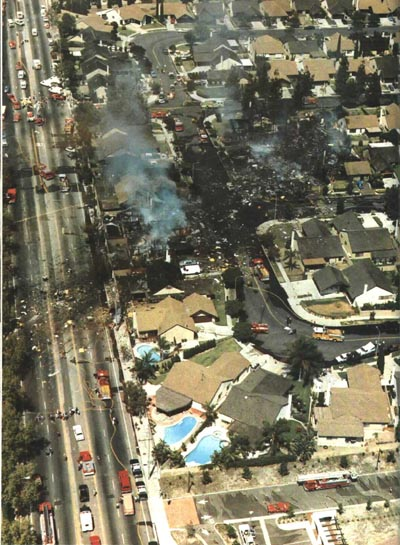
Luftbild der Absturzstelle von Aeroméxico-Flug 498

- Am 31. August 1986 kollidierte eine private Piper PA 28-181 Archer II (Kennzeichen N4891F) aufgrund eines Pilotenfehlers im Flug mit einer Douglas DC-9-32 (Kennzeichen XA-JED) der Aeroméxico. Bei dem Unfall im Anflug auf Los Angeles kamen alle 64 Menschen an Bord der Douglas DC-9-32 und die drei Personen an Bord der Piper sowie 15 Personen am Boden ums Leben (siehe auch Aeroméxico-Flug 498).[24]

- Am 15. Oktober 1997 musste eine Douglas DC-9-32 (Kennzeichen XA-DEJ) nach einem Tailstrike abgeschrieben werden. Von den 67 Passagieren und der fünfköpfigen Besatzung kam niemand zu Schaden.[25]

- Am 6. Oktober 2000 schoss eine Douglas DC-9-31 (Kennzeichen N936ML) mit 88 Insassen bei der Landung in Reynosa über die Landebahn hinaus, durchbrach mehrere Häuser und kam in einem Straßengraben zum Stehen. Es starben vier Personen am Boden (siehe auch Aeroméxico-Flug 250).[26]

- Am 31. Oktober 2002 schoss eine Douglas DC-9-32 (Kennzeichen XA-AMF) über die Landebahn des Flughafens Monterrey hinaus, wobei das Bugrad einknickte. Alle 86 Passagiere und vier Besatzungsmitglieder blieben unverletzt, das Flugzeug musste abgeschrieben werden.[27]

- Am 16. April 2013 ereignete sich ein weiterer Tailstrike mit einer Boeing 767-200ER (Kennzeichen XA-TOJ) beim Start am Flughafen Madrid-Barajas. Das Startgewicht des Flugzeuges wurde fälschlicherweise als Zero Fuel Weight anstelle des Take Off Weights berechnet. Das gesamte Gewicht des Treibstoffs war somit nicht für die Startleistung einkalkuliert worden, der Fehler wurde von den Piloten nicht bemerkt. Alle 154 Passagiere und neun Besatzungsmitglieder blieben unverletzt, die Boeing 767-200ER musste abgeschrieben werden.[28]

- Am 31. Juli 2018 verunglückte eine Embraer ERJ-190AR (Kennzeichen XA-GAL) der Aeroméxico Connect beim Start in Durango. Die Maschine brannte vollständig aus. Von den 103 Menschen an Bord wurden 83 verletzt; 49 Personen wurden in Krankenhäuser eingeliefert, zwei von ihnen mit schweren Verletzungen.[29][30][31] In Videoaufnahmen ist zu sehen, wie das Flugzeug beim Start in schweren Wetterbedingungen leicht an Höhe gewinnt, aber dann absackt und hart auf der Landebahn aufsetzt.[32]

Darüber hinaus ist bekannt, dass die Gesellschaft 1978, 1983, 1988 und 2009 von Flugzeugentführungen betroffen war, bei denen niemand zu Schaden kam. Ein Flugzeug vom Typ Embraer ging am 5. Januar 2023 aus Sicherheitsgründen in Culiacán nicht an den Start, nachdem es am Boden beschossen worden war. Es gab an diesem Tag mehrere Schießereien zwischen Narcos und Sicherheitskräften nach der Verhaftung des Sohnes von El Chapo.

## Trivia
- Das Logo der Aeroméxico zeigt den Kopf eines aztekischen Adlerkriegers.